# Nocturne (Marvel)
Nocturne (echte naam Talia Josephine "TJ" Wagner) is een personage uit de strips van Marvel Comics. Ze werd bedacht door Jim Calafiore.
Nocturne is een mutant uit een alternatieve realiteit. In die realiteit is ze de dochter van Scarlet Witch en Nightcrawler. Ze kwam naar de Earth 616 realiteit met het superheldenteam Exiles.

## Biografie
In de realiteit waar Nocturne vandaan komt werd Professor X aangevallen door Wolverine toen die werd bezeten door Shadow King. Hoewel Professor X in staat was Shadow King te verdrijven en Wolverine te bevrijden van zijn invloed, stierf hij aan zijn verwondingen. Wolverine zelf raakte verlamd. Kort daarna stierf Jean Grey en Cyclops verweet Wolverine zowel haar dood als die van Professor X. Hij verliet het team, waarna Wolverine en Nightcrawler achterbleven als leiders van de X-Men en Xaviers school.
TJ groeide op rond de X-Men uit haar realiteit, onder haar vaders hoede. Haar moeder bleef lid van de Avengers. Nocturne was een actief lid van de X-Men in haar realiteit, aangezien ze al vijanden als Apocalypse en een op wraak beluste Cyclops had bevochten.
Toen ze 20 jaar was werd Talia gerekruteerd door een wezen dat zichzelf de Timebroker noemde. Hij maakte haar lid van de Exiles, een team samengesteld uit superhelden uit allerlei alternatieve realiteiten met als taak fouten in de tijdlijn te herstellen. Ze kreeg bij dit team een relatie met John Proudstar (een alternatieve versie van Thunderbird. John raakte echter zwaargewond toen het team een maand vast zat in een realiteit waar de Aarde was overgenomen door de Skrull. Daardoor waren ze gedwongen hem achter te laten bij hun volgende reis.
Toen de Exiles arriveerden in de Earth 616 realiteit (waar de meeste Marvel strips in plaatsvinden), kregen ze de missie om Beak mee te nemen op hun missies en Nocturne achter te laten. Ze werd hier lid van de X-Men.
Nocturne infiltreerde in Black Tom Cassidy’s nieuwe Brotherhood of Mutants als spion voor de X-Men, maar werd met hen in Xorns zwarte gat gezogen. Zo belandde ze samen met de Brotherhood en Juggernaut in de wereld van Mojo. Om te ontsnappen nam ze bezit van Mojo’s helper Spiral, en opende een poort naar de X-Men’s school.
Gedurende de House of M verhaallijn, werd Nocturne gezocht door Callisto’s Marauders omdat ze lid was van de koninklijke familie uit deze realiteit (ze was immers Scarlet Witch’ dochter uit een andere realiteit). Ze werd beschermd door Psylocke en Rachel Summers.
Nocturne werd recentelijk lid van het nieuwe Excalibur team, samen met Juggernaut, Sage, Dazzler, Captain Britain en Peter Wisdom. Het lijkt erop dat ze voorlopig nog wel in deze realiteit zal blijven, en niet meer terugkeert bij de Exiles.

## Krachten en vaardigheden
Net als haar vader heeft Nocturne een unieke fysieke mutatie; ze heeft een blauwe vacht over haar hele lichaam, drie vingers per hand, twee tenen per voet en een staart. Dit geeft haar teven bovenmenselijke lenigheid en maakt haar bijna onzichtbaar in de schaduwen. Nocturne kan verder het lichaam van iemand betreden en zo bezit nemen van die persoon. Dit kan ze slechts 12 uur achtereenvolgens doen, en het slachtoffer blijft vaak 24 uur in coma door de ervaring. Nocturne kan verder "hex bolts," destructieve projectielen gemaakt van energie uit de dimensie waar Nightcrawler langs teleporteert, afvuren. Nocturne heeft in zekere mate ook telekinetische krachten, maar slechts op zeer laag niveau.